# Kesaranhalli, Bangarapet
Kesaranhalli là một làng thuộc tehsil Bangarapet, huyện Kolar, bang Karnataka, Ấn Độ.